# Ланище (Словенія)
Ланище (словен. Lanišče) — поселення в общині Шкофліца, Осреднєсловенський регіон, Словенія. 
Висота над рівнем моря: 319,7 м.